# Igor Žabič
Igor Žabič (ur. 15 sierpnia 1992 w Celje) – słoweński piłkarz ręczny, obrotowy, od 2022 zawodnik Kadetten Schaffhausen.

## Kariera klubowa
W latach 2011–2014 był zawodnikiem RK Celje, z którym zdobył mistrzostwo Słowenii (2013/2014) i trzy puchary kraju. W barwach słoweńskiej drużyny grał również w europejskich pucharach, w tym w Lidze Mistrzów (2012/2013 i 2013/2014), w której wystąpił w 22 meczach i rzucił 12 bramek. W sezonie 2014/2015 był graczem Mariboru Branik – w słoweńskiej ekstraklasie rozegrał 30 spotkań i zdobył 59 goli.
W 2015 przeszedł do Śląska Wrocław. W sezonie 2015/2016 rozegrał w Superlidze 10 meczów i zdobył 70 goli (po 10. kolejkach prowadził w klasyfikacji najlepszych strzelców ligi). W listopadzie 2015 wraz z dwoma innymi zawodnikami wrocławskiej drużyny odmówił wyjazdu na spotkanie z MMTS-em Kwidzyn, uzasadniając swoją decyzję nieotrzymywaniem pensji. W tym samym miesiącu rozwiązał kontrakt ze Śląskiem za porozumieniem stron.
W styczniu 2016 trafił do węgierskiego Orosházi FKSE-Linamar. W sezonie 2015/2016 rozegrał w węgierskiej ekstraklasie 19 meczów i zdobył 67 goli. Następnie przeszedł do Sportingu. W sezonie 2016/2017, w którym rozegrał w lidze 32 spotkania i rzucił 100 bramek, zdobył z nim mistrzostwo Portugalii. Ponadto wraz ze swoją drużyną wygrał rozgrywki Challenge Cup – zdobył w nich 32 gole, w tym pięć w finałowym dwumeczu z rumuńskim AHC Potaissa Turda (37:28; 30:24).
W lipcu 2017 przeszedł do Wisły Płock, z którą podpisał dwuletni kontrakt. W grudniu 2017 płocki klub ogłosił, że Žabič odejdzie z drużyny w czerwcu 2018. W marcu 2018, wobec transferu innego kołowego Wisły Płock Macieja Gębali do SC DHfK Leipzig, a także ze względu na lepszą dyspozycję Słoweńca po powrocie z mistrzostw Europy w Chorwacji, przedłużono z nim kontrakt o dwa lata. W sezonie 2017/2018 rozegrał w Superlidze 26 meczów i zdobył 79 goli, a ponadto wystąpił w 14 spotkaniach Ligi Mistrzów, w których rzucił 26 bramek. W sezonie 2018/2019 rozegrał w lidze 17 meczów i zdobył 39 goli, zaś w Lidze Mistrzów zaliczył 10 występów, w których rzucił 28 bramek. W sezonie 2018/2019 pauzował przez kilka tygodni z powodu urazu pleców.

## Kariera reprezentacyjna
W 2010 uczestniczył w mistrzostwach Europy U-18 w Czarnogórze (zdobył w nich sześć goli), w 2011 zagrał w mistrzostwach świata U-19 w Argentynie (rzucił pięć bramek). W 2012 zdobył brązowy medal mistrzostw Europy U-20 w Austrii. W turnieju tym wystąpił we wszystkich siedmiu meczach, w których rzucił 14 goli. W 2013 wziął udział w mistrzostwach świata U-21 w Bośni i Hercegowinie, podczas których zagrał w dziewięciu spotkaniach i zdobył sześć bramek.
W reprezentacji Słowenii seniorów zadebiutował 8 czerwca 2017 w towarzyskim meczu z Czarnogórą (38:24), natomiast pierwszego gola zdobył następnego dnia w spotkaniu rewanżowym z Czarnogórą (33:24). W czerwcu 2017 wystąpił również w dwóch meczach eliminacyjnych do mistrzostw Europy w Chorwacji, w których rzucił cztery gole. W 2018 uczestniczył w mistrzostwach Europy w Chorwacji, podczas których rozegrał sześć spotkań i zdobył cztery bramki.

## Sukcesy
RK Celje
- Mistrzostwo Słowenii: 2013/2014
- Puchar Słowenii: 2011/2012, 2012/2013, 2013/2014

Sporting CP
- Mistrzostwo Portugalii: 2016/2017
- Challenge Cup: 2016/2017

Reprezentacja Słowenii
- 3. miejsce w mistrzostwach Europy U-20: 2012